# 亲西伯利亚构造域
亲西伯利亚构造域是中元古代中国四个构造域之一，早古生代（寒武纪、奥陶纪、志留纪的合称）中国五个构造域之一，因为属于这个构造域的各地块的构造运动、古生物和古地磁等特征在这两个时期与西伯利亚板块相似而得名。
早古生代时的亲西伯利亚构造域包括阿尔泰地块、准噶尔-东哈萨克斯坦地块、伊犁-巴尔喀什地块、吐鲁番-星星峡地块、库鲁克塔格地块、红石山地块、雅干地块、巴彦淖尔北地块、托托尚-锡林浩特地块、额尔古纳地块、松嫩地块、佳木斯-布列亚地块和兴凯地块等地块。其中佳木斯-布列亚地块和兴凯地块从震旦纪到早寒武世属于亲冈瓦纳构造域，中寒武世之后才转入亲西伯利亚构造域。
在元古宙和古生代初期，这些地块均处于离散状态。奥陶纪的时候，阿尔泰地块、准噶尔-东哈萨克斯坦地块、额尔古纳地块和不位于中国的蒙古中部地块与西伯利亚板块碰撞，它们与西伯利亚板块之间形成外贝加尔碰撞带，内部则形成阿尔泰-准噶尔-额尔古纳碰撞带，这是中国各地块中最早一批合并到欧亚板块（当时还未形成）之上的地块。这些构造活动，在中国称为祁连运动，或者借用欧美地区的术语，称为加里东运动。
早石炭世至早二叠纪末期，亲西伯利亚构造域中其余的地块和中朝板块及西域板块一起与劳亚板块发生碰撞，形成天山-兴安碰撞带，而全部合并到劳亚板块之上。这些构造活动，在中国称为天山运动，或者借用欧美地区的术语，称为海西运动或华力西运动。